# HD 14372
HD 14372 — бело-голубая звезда главной последовательности, находящаяся в созвездии Андромеда на расстоянии около 1224,15 св. лет от Земли. По состоянию на 2007 год, радиус звезды оценивается в 3,43 солнечного радиуса. Планет у HD 14372 обнаружено не было. Звезда видима невооружённым глазом на ночном небе.